# أبو المؤيد البلخي
أبو المؤيد البلخي هو شاعر فارسي، من أهل القرن الرابع الهجري.
صنف أول كتاب شاهنامة وعرفت هذه الشاهنامة بـ «شاهنامة المؤيدي» نسبة إلى اسمه، لكنها فقدت بعد القرن الهجري السادس. له أيضا كتاب «عجايب بر وبحر» كتبه للأمير نوح بن منصور الساماني (ت. 387 هـ).